# سئوندوگو-دونگ
سئوندوگو-دونگ (به لاتین: Seondugu-dong) یک منطقهٔ مسکونی در کره جنوبی است.